# Psectra claudiensis
Psectra claudiensis är en insektsart som beskrevs av Tim R. New 1988. Psectra claudiensis ingår i släktet Psectra och familjen florsländor. Inga underarter finns listade i Catalogue of Life.